# Louis-René Levassor de Latouche Tréville

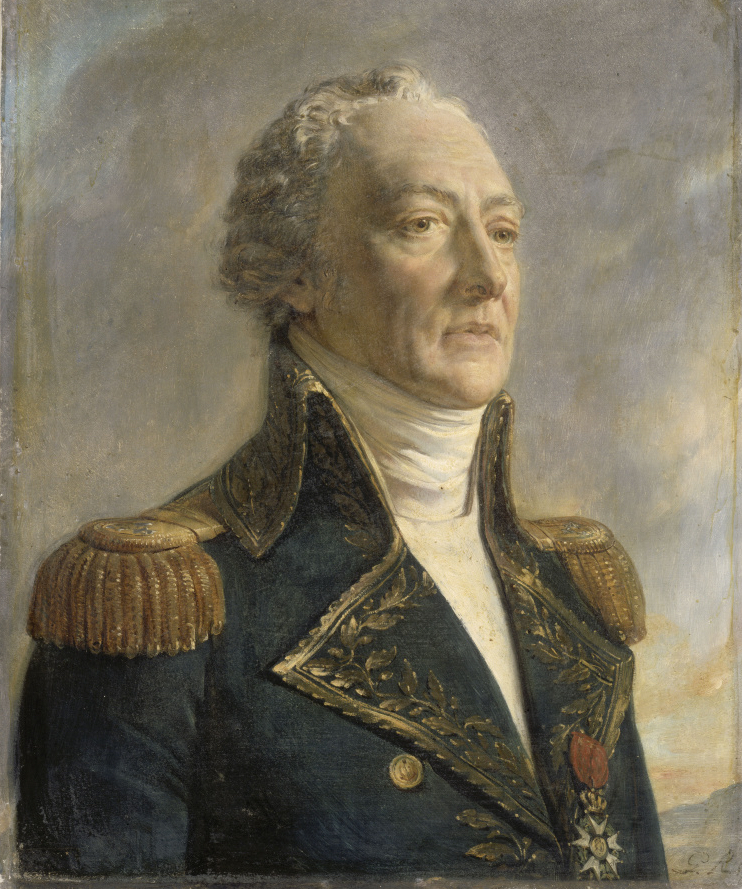
Retrato de Latouche-Tréville como vice-almirante, em 1803. Louis-Philippe encomendou a pintura para o Museu de História de Versalhes em 1835; Georges Rouget pintou em 1840.

Louis-René Madelaine Le Vassor, conde de La Touche-Tréville (3 de junho de 1745 - 19 de agosto de 1804) foi um vice-almirante francês. Ele lutou na Guerra da Independência Americana e se tornou uma figura proeminente das Guerras Revolucionárias Francesas e das Guerras Napoleônicas.

## Vida
Nascido em uma família nobre de oficiais da marinha, Latouche se alistou aos 13 anos. Ele se tornou um competente capitão de fragata, lutando contra vários navios britânicos durante a Guerra da Independência Americana. Seu esquadrão de duas fragatas manobrou uma vez um navio de 74 canhões da linha até o ponto de afundar, e ele foi encarregado de importantes personalidades da época como passageiros, notadamente Luís XVI e o Marquês de Lafayette.
Durante a Revolução, Latouche, maçom e assessor de Phillipe Égalité, assumiu posições progressistas como deputado nos Estados Gerais e posteriormente na Assembleia Nacional Constituinte. Sua nobreza, no entanto, fez dele um alvo durante o Reinado do Terror, e ele foi preso e só libertado da prisão pela Reação Termidoriana.
De volta à Marinha após um longo período de desemprego, Latouche assumiu o comando da Flottille de Boulogne, onde repeliu os ataques a Boulogne organizados por Nelson. Ele então serviu na expedição de Saint-Domingue, o que comprometeu irrevogavelmente sua saúde. Após seu retorno, ele assumiu o comando da frota em Toulon, reorganizando-a em uma ferramenta poderosa novamente, mas sucumbiu a uma recaída de doença antes que tivesse a chance de usá-la. Sob seu sucessor Pierre-Charles Villeneuve, a frota que ele havia reformado foi esmagada na Batalha de Trafalgar.